# Windroos (grafiek)

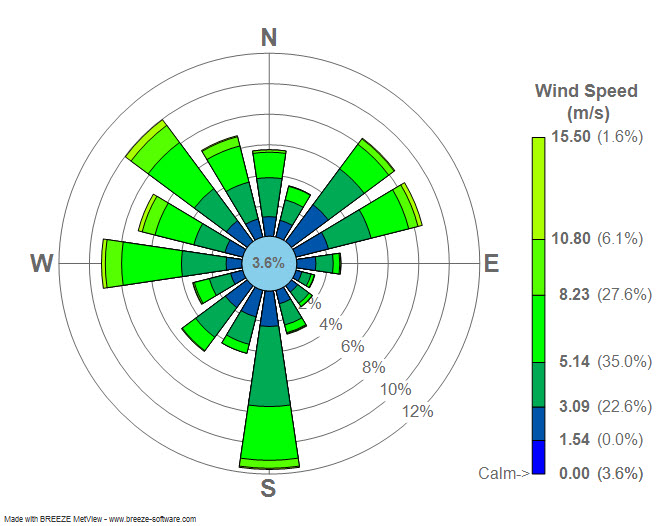
Voorbeeld van een windroos met 16 sectoren. De meest voorkomende windrichting is uit het zuiden.

Een windroos met 16 sectoren in de vorm van een spindiagram.

Een windroos  is een grafische voorstelling van de relatieve frequentie van de windrichting en eventueel ook windsnelheid op een bepaalde plaats, gemeten over een bepaalde periode. Voor elke sector van een kompasroos toont de grafiek in hoeveel procent van de tijd de wind vanuit die richting waait.
Het aantal sectoren hangt af van de gewenste graad van detaillering.  Met weinig sectoren (bijvoorbeeld 8 sectoren van 45°) krijgt men een overzichtelijke maar grove grafiek; met veel sectoren (bijvoorbeeld 36 sectoren van 10°) een gedetailleerde maar ook "drukke" grafiek.
Een gebruikelijke voorstellingsvorm is de volgende: per sector wordt een cirkelsector getekend met een straal die gelijk is aan het percentage. De verdeling van de windsnelheid over een aantal klassen kan bovendien aangegeven worden met verschillende kleuren in elke sector (zie voorbeeld hiernaast).
Een alternatieve voorstelling is als spindiagram, waarin de assen in het midden van de sectoren liggen. Merk op dat in dergelijk spindiagram de volgorde van de assen wel degelijk van belang is. De verdeling van de windsnelheid kan men hier aangegeven op de assen, door onderverdelingen in verschillende kleur of met verschillende dikte.